# Opération Sutton
Guerre des Malouines
Batailles
- Invasion argentine
- Géorgie du Sud
- Occupation (en)
- Paraquet
- Black Buck
- ARA General Belgrano
- ARA Alferez Sobral
- HMS Sheffield
- Île Pebble
- Mikado
- Sutton
- San Carlos
- HMS Ardent
- Seal Cove
- HMS Antelope
- Atlantic Conveyor
- HMS Coventry
- Goose Green
- Mount Kent
- Top Malo House
- Gazelle XX377
- Bluff Cove
- Many Branch Point
- Mount Harriet
- Two Sisters
- HMS Glamorgan
- Mount Longdon (en)
- Wireless Ridge (en)
- Mount Tumbledown (en)
- Port Stanley
- Île Thulé

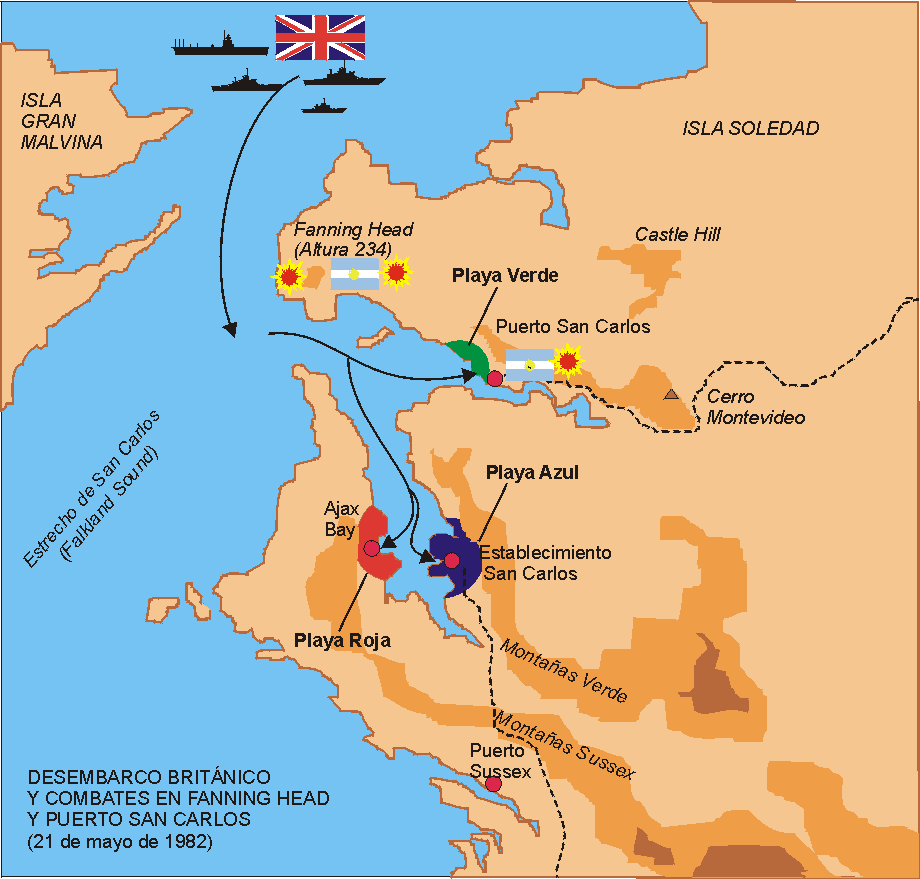
Débarquement britannique aux îles Malouines 21 mai 1982.

Pendant la guerre des Malouines de 1982, l'Opération Sutton est le nom de code donné aux débarquements britanniques sur les rives de la baie de San Carlos, d'Ajax Bay et à Port San Carlos, à proximité de San Carlos sur Malouine orientale.

## Débarquements
Pendant la nuit[Laquelle ?], la 3e brigade commando ainsi que des unités rattachées au Parachute Regiment débarquent à partir du liner SS Canberra et du LPD HMS Fearless. Les Argentins opposent une résistance limitée à terre.
Les soldats de l'armée argentine sur le site, appartenant à une section du 25e régiment d'infanterie surnommée « Équipe de combat Güemes » (en espagnol : Equipo de Combate Güemes) ou EC Güemes, sont postés à Fanning Head. Après que la flotte britannique ait été localisée à 2 h 50, l'EC Güemes ouvre le feu au moyen de mortiers M252 (en) (81 mm) et de deux canons sans recul M40 (105 mm). Les navires de guerre britanniques répliquent avec leur artillerie navale et une équipe de 25 hommes du SBS riposte également. Pendant les échanges de tirs, deux hélicoptères de la British Army, un Sea King et un Gazelle, survolent la zone, les troupes argentines tirent en leur direction. Le pilote du Gazelle, le sergent Andy Evans, est grièvement blessé, mais il parvient à poser son appareil sur la mer. Evans et deux autres soldats, le sergent Ed Candlish, sont éjectés à l'impact, et les soldats argentins leur tirent dessus pendant environ 15 minutes alors qu'ils tentaient de regagner le rivage, ignorant les ordres de leurs officiers leur enjoignant de cesser le feu. Lorsque les tirs cessèrent, Candlish parvint à tirer Evans jusqu'au rivage, où ce dernier décèdera. Quelques minutes plus tard, un second hélicoptère Gazelle britannique connaît un sort similaire, il est atteint par des tirs de la garnison argentine et abattu, ses deux membres d'équipage, le lieutenant Ken France et le Lance-Corporal Pat Giffin.
Les Argentins finissent par se retirer de Fanning Head, abandonnant leur équipement de communication. Au moins huit membre d'une autre garnison argentine, laissés à l'arrière pendant la fuite, sont capturés par les Britanniques.
Les commandos argentins de la 601e compagnie commando (en) abattent un GR3 Harrier en mission de reconnaissance au-dessus de Port Howard au moyen d'un missile Blowpipe (en). Le pilote, le Flight Lieutenant Glover, s'extrait de l'appareil et saute en parachute, il se casse le bras et la clavicule dans sa chute. Il est fait prisonnier par les soldats argentins peu après et est transféré dans un hôpital militaire à Comodoro Rivadavia, sur le continent. Six pilotes argentins sont tués pendant l'opération.
Les opérations de débarquement, qui faisaient partie de l'opération Corporate, suscitent une forte réaction de la part des Forces aériennes argentines et de l'Aviation navale argentine lors de la bataille de San Carlos.